# Jaguar (film 1967)
Jaguar è un film del 1967 diretto da Jean Rouch.
Si tratta di un road movie girato in Africa nel 1954.

## Trama
Tre giovani africani, un pastore, un pescatore e Damouré, un piccolo funzionario amministrativo (esattore fiscale) dovranno affrontare un lungo viaggio migratorio considerato un viaggio iniziatico, un rito di passaggio.

## Produzione
Jean Rouch realizzò Jaguar negli anni '50 del 900 assieme a 3 giovani ragazzi nigeriani che vivono nella zona rurale di Accra: Lam, Illo e Damouré.
Come di consuetudine, Jean Rouch non vorrà il sostegno di un team per la realizzazione dell'impresa e neppure un set su cui girare le scene, bensì filmerà passo per passo il viaggio dei tre ragazzi che si scontreranno con realtà simili e differenti. Estremamente importante oltretutto sarà la rivoluzionaria decisione di Rouch di fare in modo che i tre protagonisti, davanti alla telecamera, si descrivano. L'idea di Jean Rouch, nel realizzare il lungometraggio culturale, è quella di poter trasmettere al pubblico il flusso della vita della cultura, senza poter vedere distinzioni tra il "nostro" mondo e il "loro" mondo, dunque una maggior famigliarità anche con il nuovo.
Il film inizia come una favola ("c'era una volta") che racconta il viaggio dei tre ragazzi nigeriani verso la costa, di tre amici. Nel "cine-favola" Jaguar vi è un'assenza totale di sceneggiatura e l'accettazione degli imprevisti, dell'improvvisazione e il semplice atto di filmare, senza forzare, i tre amici che viaggiano sarà la rivoluzionaria azione di Rouch.